# 膀胱癌
膀胱癌（ぼうこうがん、英: Bladder cancer）は、膀胱から発生する上皮性悪性腫瘍である。

## 原因
発癌の危険因子としては、不衛生な環境、化学物質（芳香族アミン）、ビルハルツ住血吸虫による感染症（扁平上皮癌）、喫煙、などが指摘されている。
第9染色体長腕ヘテロ接合性の消失、第17染色体短腕ヘテロ接合性の消失が関与するタイプも指摘されている。

## 症状
- 血尿
  - 排尿痛などの見られない、無症候性肉眼的血尿が唯一の症状であることも多い。上皮内癌や浸潤癌では頻尿や排尿痛などを伴うこともある。

## 疫学

2004年における10万人毎の膀胱癌による死亡者数（年齢標準化済み）
データなし
1.5人以下
1.5人から3人
3人から4.5人
4.5人から6人
6人から7.5人
7.5人から9人
9人から10.5人
10.5人から12人
12人から13.5人
13.5人から15人
15人から16.5人
16.5人以上

- 死亡数は、男性が悪性腫瘍の第11位、女性は第14位である。
- 発生率は男性が女性の3倍多い。
- 70歳代での発症が多く、50歳以下の若年発症はまれ。
- 糖尿病治療剤のピオグリタゾンを長期使用することは、他の糖尿病治療剤と比較して膀胱癌の発生率が有意に高くなる[4]。
- 喫煙で膀胱癌のリスクが高くなる[5]。
- 非喫煙者でコーヒー、カフェイン摂取量が高いほどリスクが高くなる[5]。なお、ニコチンはCYP1A2を誘導するため、CYP1A2によるカフェインの代謝が促進される[6]。

### 転移
膀胱癌の骨転移の頻度は13%〜26%である。

## 病理組織学
- 90%以上が尿路上皮癌（移行上皮癌）。
- 次いで扁平上皮癌、腺癌の順である。
- 細胞異型と構造異型によって組織学的異型度を低異型度と高異型度に分類する。旧規約分類ではG1からG3までの3段階に分類（G3のほうが異型度が高い）していた。従来のデータベースと連続性を保つために、現在も以前の規約分類による細胞異型を併記することが多い。

## 病期分類
膀胱癌の診断が確定すると、治療方針決定のために病期診断を決定する必要がある。これには原発巣の膀胱壁内深達度の評価、リンパ節転移の有無の評価，遠隔転移の有無の評価が必要である。病期分類としては、UICC/AJCCのTNM分類によって決定される。
膀胱癌のTMN分類（TNM悪性腫瘍の分類第7版2009）
- 原発腫瘍の壁内進達度

T0 原発腫瘍を認めない
Ta 乳頭状非浸潤癌
Tis 上皮内癌 (CIS) “flat tumour”
T1 上皮下結合組織に浸潤する腫瘍
T2 筋層に浸潤する腫瘍 
T2a 浅筋層に浸潤する腫瘍（内側1/2）
T2b 深筋層に浸潤する腫瘍（外側1/2）
T3 膀胱周囲脂肪組織に浸潤する腫瘍
T3a 顕微鏡的
T3b 肉眼的（膀胱外の腫瘤）
T4 次のいずれかに浸潤する腫瘍：前立腺間質、精囊、子宮、腟、骨盤壁、腹壁 
T4a 前立腺間質、精囊、または子宮、腟に浸潤する腫瘍
T4b 骨盤壁、または腹壁に浸潤する腫瘍
- 所属リンパ節転移

N0 所属リンパ節転移なし
N1 小骨盤内の1個のリンパ節（下腹、閉鎖リンパ節、外腸骨および前仙骨リンパ節）への転移
N2 小骨盤内の多発性リンパ節（下腹、閉鎖リンパ節、外腸骨および前仙骨）転移
N3 総腸骨リンパ節転移
- 遠隔転移

M0 遠隔転移なし
M1 遠隔転移あり
TNM分類は2016年に第8版に改訂され、さらに2018年にアップデートが行われた。主な変更点は以下の通りである。
- T1サブカテゴリー化の推奨。
- 憩室癌におけるT2の廃止。
- 前立腺間質浸潤は、膀胱壁を介した浸潤をT4とし、上皮下間質を介した浸潤をT2とする。
- M1がM1a（領域外の遠隔リンパ節転移）と M1b（他臓器転移）に細分化。
- Stage IIIをリンパ節転移状況に応じてIIIAとIIIBに細分化。
- Stage IVをM1aおよびM1bの細分化に準じてIVAおよびIVBに細分化。

TaからT1までを筋層非浸潤性膀胱癌 (NMIBC, non-muscle-invasive bladder cancer) 、T2以上を筋層浸潤性膀胱癌 (MIBC, muscle-invasive bladder cancer) という。なおT1はNMIBCであるが、invasive urothelial carcinoma（浸潤性尿路上皮癌）である。

## 検査
- 検尿・尿沈渣
- 尿細胞診
- 超音波断層撮影
- 膀胱鏡
- CT
- MRI

## 筋層非浸潤性膀胱癌のリスク分類
出典:
- 低リスク群 ：初発、単発、3cm未満、Ta、low grade、併発CIS (Carcinoma in situ: 上皮内癌) なしのすべてを満たすもの。
- 中リスク群：低・高リスク以外のもの。
- 高リスク群：T1、High grade、CIS（併発CISを含む）のいずれかを満たすもの。

さらに高リスク群のうち、下記に該当するものを超高リスク群としている。
I. T1 high gradeであり、次の因子のいずれかを有するもの。
①膀胱CISまたは前立腺部尿道CISの併発
②多発または再発または3cm以上
③Variant histologyまたはLVI
II. BCG unresponsive NMIBC/CIS

## 治療
- TURBT (Transurethral resection of bladder tumor、経尿道的膀胱腫瘍切除術)
  - 膀胱癌の約70%を占める筋層非浸潤性膀胱癌に対する治療の中心的役割を果たす。通常はループ状の電極を用いてチップ状に腫瘍を切除するが、最近は消化器癌に対する内視鏡的粘膜下層剥離術 (ESD) のように腫瘍を一塊にして切除する方法も行われることがある。いずれにせよ、TURBTで得られた病理組織診断をもとに再発・進展リスクの評価がされ、追加治療が考慮される。
  - 初回のTURBTでT1腫瘍が認められた場合には、再度TUR瘢痕部の周囲と深部を切除する2nd TURを行い、残存腫瘍の有無を確認することが必要となる。またTURBTは筋層採取が必須であるが、初回TURBTで筋層が採取されなかった場合には、再度筋層浸潤確認のためにTURを行う（狭義にはrestaging TURと呼ぶが、広義には2nd TURに含む）。
  - TURBT時の膀胱鏡による注意深い観察は必須であるが，従来の白色光下の観察 (white-light imaging：WLI) では微小な腫瘍やCISなどの平坦型腫瘍，さらには隆起型腫瘍に付随する平坦病変の広がりの同定が困難である。そこでTURBT時補助診断技術として蛍光膀胱鏡を用いたPDD (photodynamic diagnosis) やNBI (narrow band imaging) といった方法が開発されている。 PDDは，蛍光前駆物質である5-ALA (アラグリオ) をTURBT術前に投与した後に，腫瘍細胞選択的に蓄積するプロトポルフィリンⅨを蛍光膀胱鏡を用いて観察し，赤色蛍光を示す病変を検出するものであり，検出感度，特にCISの検出率の向上が報告されている。NBIは血中のヘモグロビンに吸収されやすい415nm（青）と540nm（緑） の2種の波長の光を照射することで，血管による微細模様や色調によって癌粘膜と正常粘膜の違いを強調表示し病変を検出するものである。白色光源と比較して癌検出感度が高いことが報告されている。
  - TURBTは筋層浸潤性膀胱癌に対する病理組織学的所見の確認、すなわち診断目的にも施行される。

- 膀胱内注入療法　
  - TURBT後の再発・進展リスクを下げるために，抗癌剤やBCGの膀胱内注入療法がリスク分類に応じて推奨されている。抗癌剤膀胱内注入療法には， TURBT術後の抗癌剤術後単回注入と，抗癌剤術後単回注入を行った後に複数回注入する抗癌剤維持注入療法とがある。
  - 低リスク群：抗癌剤（マイトマイシンC、エピルビシン、ピラルビシンなど）即時単回注入を行うことが推奨される。通常TUR後24時間以内に行われる。
  - 中リスク群：抗癌剤（マイトマイシンC、エピルビシン、ピラルビシンなど）維持療法を追加することが推奨される。治療スケジュールについては定まったものはないが、ピラルビシンの術後単回注入療法に8回の維持療法を追加する治療の有用性が日本から発表されている[11]。
  - 高リスク群：BCG導入療法（週1回、6回から8回）に加えて維持療法を行うことが，再発予防効果の点から推奨される。

BCG維持療法は完遂率の低さ、副作用の問題から具体的な投与スケジュールは定まっていないが、SWOG8507試験の3, 6, 12, 18, 24, 30, 36か月目に3週間注入するプロトコールが有名である。
なお通常量BCG膀胱内注入療法の副作用が問題となる患者，身体リスクの高い患者，中リスク群に対しては，低用量BCG膀胱内注入療法が選択肢の1つとして推奨される。
- 膀胱全摘除術

【適応】
StageⅠNMIBC：超高リスク (Highest risk) 群に対しては、即時膀胱全摘除術を考慮することが推奨される。
StageⅡ、Ⅲ　MIBC：標準治療は膀胱全摘除術である。
StageⅣ：化学療法が有効であった症例には膀胱全摘除術を考慮することが推奨される。
【標準術式】
男性の場合、膀胱、前立腺、精囊、遠位尿管を摘除し、骨盤リンパ節郭清を行う。新膀胱造設を考慮しない膀胱全摘除術の場合、尿道摘除を考慮することが推奨される。
女性の場合には、膀胱、子宮、膣壁、遠位尿管、尿道を摘除し骨盤リンパ節郭清を行うのが標準術式とされている。
【神経温存膀胱全摘除術】
神経温存膀胱全摘除術によって自排尿型新膀胱の尿禁制や性機能が良好に確保されることも報告されている。
現時点では、神経温存手術の適応基準はなく、選択された症例に対して行うことが推奨される。
【腹腔鏡下/ロボット支援腹腔鏡下膀胱全摘除術】
腹腔鏡下/ロボット支援腹腔鏡下膀胱全摘除術は開放膀胱全摘除術よりも低侵襲で，同等の制癌効果が報告されており，考慮することが推奨される。
【婦人科臓器温存手術】
女性の膀胱全摘除術は原則として、膀胱・子宮・膣前壁を一塊に摘除することが推奨されてきたが、女性生殖器を温存しても予後に影響しないとする報告もある。
婦人科臓器温存手術は標準治療外であることを了承した上で、深達度T2以下の限局癌で、膀胱頸部や尿道に腫瘍を認めず、婦人科臓器温存を希望される症例に対しては考慮してもよいとされている。
【尿路再建】
現在、国内で実施されている主な尿路変向術は、尿管皮膚瘻造設術、回腸導管造設術、新膀胱造設術などである。
膀胱全摘除術後の尿路変向術の選択に際しては、患者の医学的要素、家庭や社会的背景を考慮しながら、患者とその家族、医療スタッフと十分な意見交換をして決定していくことが重要である。
尿管皮膚瘻術
尿管皮膚瘻術は、短時間で施行でき、簡便であることから、腸管利用尿路変向がリスクを伴う患者や合併症を有する患者に適応になる。
回腸導管造設術
回腸導管造設術の適応範囲は広く、膀胱全摘除術が可能なすべての患者に適応がある。
新膀胱造設術
前部尿道に腫瘍性病変を有する場合や吻合する尿道断端に腫瘍が存在する場合は尿道摘除が必要であり、自排尿型新膀胱造設術の適応とはならない。また腹圧性尿失禁、腎機能低下（血清クレアチニン 1.5 mg/dL以上）、クローン病などの消化器疾患、男性での前立腺部尿道の癌、女性での膀胱頚部の癌は適応外とされる。
- 筋層浸潤性膀胱癌に対する膀胱温存療法

膀胱温存の手法には、TURBT、シスプラチンを中心とした化学療法、および、放射線療法があり、積極的に膀胱温存を図るにはこれらを併用した集学的治療 (Multi-, or Tri-modality therapy) を行うのが一般的である。
膀胱全摘除術と膀胱温存療法を直接比較したランダム化比較試験はまだないが、複数の後ろ向き試験やプロペンシティスコア・マッチング法を用いた直接比較解析では5年生存率に有意差を認めなかった。集学的治療による膀胱温存療法は高齢者、肝疾患、呼吸器疾患、心不全などの基礎疾患のため膀胱全摘除術が適応にならない症例、あるいは本人が希望しない症例には治療選択肢の1つとして検討されるべきである。
適応に関しては、腫瘍深達度、悪性度、腫瘍径、腫瘍数、CISの有無、および、水腎症の有無が治療成績において重要な因子で、深達度T3a以下の限局癌（できればT2以下）、腫瘍径3cm以下、そして、CISや水腎症のない症例が望ましいとされている。
- 全身薬物療法

【一次治療〜シスプラチンeligible（適格）患者に対する治療】
M-VAC（メソトレキセート+ビンブラスチン+ドキソルビシン+シスプラチン）療法
2000年にGC療法が登場するまで、唯一無二の一次化学療法として標準レジメンとなっていた。
GC（ゲムシタビン+シスプラチン）療法
臨床第Ⅲ相試験においてM-VAC療法と同等のOSを示し、M-VAC療法と比較してグレード3以上の好中球減少、発熱性好中球減少症、粘膜炎などの有害事象や治療関連死の割合が低いことが示された。この結果を受けて、現在はM-VAC療法よりもGC療法が選択されることが多い。
Dose-dense M-VAC療法
M-VAC療法におけるシスプラチンの強度を高めた療法。M-VAC療法との比較試験でOSにおける統計学的優越性を示すことができなかった。しかし、長期観察後の統計学的優位さが認められたため、この結果を根拠にdose-dense M-VAC療法を施行することは許容される。
【一次治療〜シスプラチンineligible（不適格）患者に対する治療】
①糸球体濾過率 60 mL/min未満、②ECOGパフォーマンスステイタス2以上、③グレード2以上の聴覚障害、④グレード2以上のニューロパチー（神経障害）、⑤New York Heart Association Class IIIの心不全、のうち一つでも該当するものがあれば、シスプラチン不適格として以下の治療を行う。
ゲムシタビン＋カルボプラチン療法
ゲムシタビン療法
ゲムシタビン＋パクリタキセル療法
【二次治療】
ペムブロリズマブ
一次化学療法後の進行症例に関して2017年に本邦でも免疫チェックポイント阻害薬ペムブロリズマブの使用が承認され、免疫療法が二次治療における標準治療となった。
【転移のない筋層浸潤性膀胱癌に対する術前/術後化学療法】
StageⅡ,Ⅲの筋層浸潤性膀胱癌 (MIBC) の標準治療は膀胱全摘除術とされるが、その5年全生存率は約50%程度にとどまるため、治療成績向上の目的で周術期化学療法の検討がされてきた。
シスプラチンベースの術前化学療法（ネオアジュバント療法）は複数のランダム化臨床試験において生存期間延長効果を有することが証明されている。
転移性膀胱癌に対する一次治療と同じレジメンが使用される。

## 膀胱癌になった人物
（アイウエオ順）
- 青山義雄
- 伊達みきお － ステージ1で摘出
- 有澤孝紀
- 安藤彦太郎
- 五十嵐勇二
- 今井俊満
- 内海賢二
- 岡本進
- 小倉智昭
- 片山仁八郎
- 加藤精三 (声優)
- 金鉄万
- 久保山誠
- 黒川久
- 黒沢年雄 － 大腸がん、膀胱がん、食道がん、胃がんを克服。
- 小浜逸郎
- 崔洋一
- 坂見誠二
- 周恩来 － 1972年に膀胱癌が発見されたあとも政治の激務を続けた。
- 菅原文太 － 膀胱温存療法を選択
- パトリック・スミス
- ジュリア・ソーン
- 高島一岐代
- 竹原慎二 － 「5年生存率は40％」から生還
- 武満徹
- 土橋一吉
- 中山沃
- 西岡久寿弥
- 西沢利明
- 南野京右
- 野口明 (教育者)
- 野呂田芳成
- キース・ファーナム
- キム・フォーリー
- カレン・ブラック
- ウィリアム・J・A・ベイリー
- レイ・ボルジャー
- 松田優作 － 映画撮影中にがん告知を受け治療を拒否
- 村山聖
- 柳宗民
- 山﨑孝明
- 山本浩二 － 2019年に膀胱癌と肺癌を手術して生還。
- 山本集
- アーロン・ルッソ
- レオナルド熊 － 末期癌の発見後「癌を祝う会」を開いた。
- ウィリアム・ローゼンバーグ

## 外部サイト
- 膀胱がんぼうこうがん（一般の方向けサイト） - 国立がん研究センター がん情報サービス
- 膀胱がん - 慶應義塾大学病院 医療・健康情報サイト、2021年10月9日閲覧